# Tjoenen
Tjoenen is in het volksgeloof een kunst van het manipuleren van de werkelijkheid vanuit de gedachte dat men in contact kan treden met het bovennatuurlijke door middel van rituelen en bezweringen. Tjoenen is nauw verwant aan de hekserij en toverij. Het wordt feitelijk niet tot de hekserij en toverij gerekend, maar in de volksmond wordt onder deze drie kunsten bijna altijd hetzelfde verstaan.
Tjoensters of tjoenders oefenden een combinatie van toverij en hekserij uit. Zo zouden zij volgens het volksgeloof kransen vlechten van de veren van kussens. De tjoensters legden de kransen in de vorm van een roos of een andere bloem in het kussen, om de persoon te kwellen. Als de krans werd ontdekt, werden ramen en deuren gesloten en gooide een duivelbanner de krans in het vuur, waarop de tjoenster werd verwond, gekweld, of zelfs zou sterven.
Een tjoenster is het Friese woord voor heks.